# Wacław Jasiński
Wacław Stanisław Jasiński (ur. 11 sierpnia 1881 w Godziszowie, zm. 17 maja 1936 w Wilnie) – polski profesor zwyczajny nauk medycznych, lekarz pediatra, major służby zdrowia Wojska Polskiego.

## Życiorys
W 1899 ukończył IV Gimnazjum w Warszawie, następnie medycynę na Cesarskim Uniwersytecie Warszawskim, gdzie uzyskał dyplom lekarza cum eximia laude w 1904. Od 1904 do 1911 specjalizację w szpitalu dziecięcym Anny Marii w Łodzi. Od 1911 do 1918 pracował w szpitalu dziecięcym w Lublinie, w od 1911 do 1921 również jako lekarz wojskowy w Szpitalu Okręgowym w Lublinie. Od 1921 do 1922 był asystentem w klinice pediatrycznej Uniwersytetu Jana Kazimierza we Lwowie. W 1922 uzyskał tytuł doktora wszechnauk lekarskich. Od 1922 był w katedrze pediatrii Uniwersytetu Stefana Batorego w Wilnie. W 1922 był organizatorem tamtejszej kliniki pediatrycznej w Szpitalu Miejskim dla Dzieci, po czym podjął pracę w Szpitalu Wojskowym na Antokolu. Od 1931 do 1932 był dziekanem wileńskiego uniwersytetu. Uzyskał habilitację, a w 1933 został profesorem zwyczajnym. Działał w towarzystwach naukowych, w 1934 został prezesem wileńskiego Polskiego Towarzystwa Lekarskiego. Był członkiem honorowym lubelskich oddziałów Polskiego Towarzystwa Lekarskiego i Polskiego Towarzystwa Balneologicznego. Był redaktorem czasopisma „Pamiętnik Wileńskiego Towarzystwa Lekarskiego“. Publikował w zakresie pediatrii ok. 65 prac. Działał na rzecz poprawy lecznictwa dzieci: zorganizował kolonię leczniczą im. Jędrzeja Śniadeckiego w Druskiennikach (przyjmował tam marszałka Józefa Piłsudskiego), współorganizował szczepienia ochronne przeciw gruźlicy (1924) i błonicy (1931).
Został pochowany w kwaterze profesorskiej wileńskiego Cmentarzu Na Rossie.

## Publikacje
- Choroby dzieci w wieku szkolnym (1907, współautorzy: R. Silberstein, Otto Janke)[4]
- Sprawozdanie I-sze z działalności szpitala dla dzieci w Lublinie za rok 1911 (1912)
- Szpital dla dzieci w Lublinie: (opis ogólny i pierwsze sprawozdanie) (1912)
- Szczepienia ochronne przeciwgruźlicze metodą Calmette'a (B.C.G.) (1929)[5]
- Praktyczny podręcznik odżywiania dzieci. Odżywianie niemowląt (1931, współautor: Eugeniusz Iszora)
- Wczesne objawy i rzadsze powikłania odry (1933)[6]
- Walka z odrą jako zagadnienie społeczno-lekarskie (1933)[7]
- Sprawozdanie z działalności Wydziału Lekarskiego Uniwersytetu Stefana Batorego w Wilnie w roku akademickim 1933/34 r: XV rok działalności Wydziału (1934)
- Zespół kliniczny odry: Complexe clinique de la rougeole (1935)[8]
- Druskienniki po przełomie (1936)[9]
- Choroby dzieci. Pierwszy polski podręcznik zbiorowy (1936, trzy tomy)
- Odżywianie dzieci w wieku przedszkolnym i szkolnym (1937, współautor: Eugeniusz Iszora)

## Ordery i odznaczenia
- Krzyż Komandorski Orderu Odrodzenia Polski (9 listopada 1931)[10]
- Krzyż Niepodległości (9 listopada 1931)[11]
- Krzyż Legionowy
- Odznaka honorowa „Za walkę o szkołę polską”